# 咸州
咸州，中国古代的州。
辽朝开泰八年（1019年），设咸州，治所在咸平县（今辽宁省开原市东北），金朝初年改为咸州路。金朝完颜亮天德二年（1150年）升咸州为咸平府，相当于今开原市一带。